# Академик Иван Евстратиев Гешов (булевард в София)
„Академик Иван Евстратиев Гешов“ е булевард в София.
Носи името на българския политик Иван Евстратиев Гешов, чието презиме се среща също и като Евстатиев.
Простира се между бул. „България“ на юг, южно от който се нарича бул. „Петко Ю Тодоров“, и района на Владайската река на север, северно от който се нарича бул. „Константин Величков“. Има подлез под бул. „Цар Борис III“.

## Обекти
На бул. „Академик Иван Евстратиев Гешов“ или в неговия район се намират следните обекти (от юг на север):
- Множество институции към Медицинския университет:
  - СБАЛ по инфекциозни и паразитни болести „Проф. Ив. Киров“
  - МБАЛББ „Света София“
  - УМБАЛ „Свети Иван Рилски“
  - СБАЛ по педиатрия
  - Ректорат на Медицинския университет
  - Факултет по дентална медицина към МУ-София
  - УМБАЛ Свети Иван Рилски – Клиника по ревматология
- Национален център по обществено здраве и анализи
- Военномедицинска академия
- 51 средно училище „Елисавета Багряна“
- Детска консултативна поликлиника
- площад „Пиърс О`Махони“
- 19 СОУ „Елин Пелин“
- Читалище „Средец“
- 67 ОУ „В. Друмев“
- Социален дневен дом за лица с умствени затруднения
- ПГ по текстилни и кожени изделия
- ПГ по строителство и енергетика